# 백종원의 푸드트럭
《백종원의 푸드트럭》은 SBS TV의 예능 프로그램이며 2017년 7월 21일부터 2017년 12월 29일까지 방송되었다.

## 백종원의 푸드트럭 역사
- 2017년 7월 21일 ~ 12월 29일 : 첫 회부터 써 온 《백종원의 3대 천왕》 프로그램명이 《백종원의 푸드트럭》으로 변경되었다.

## 방송 시간
| 방송 채널 | 방송 기간                          | 방송 시간 | 방송 시간                    | 비고      |
| --------- | ---------------------------------- | --------- | ---------------------------- | --------- |
| SBS TV    | 2017년 7월 21일 ~ 2017년 12월 29일 | 1부       | 매주 금요일 밤 11:20 ~ 12:00 | 분리 편성 |
| SBS TV    | 2017년 7월 21일 ~ 2017년 12월 29일 | 2부       | 매주 금요일 밤 12:00 ~ 12:40 | 분리 편성 |

## 역대 MC

### 진행자
- 백종원
- 김성주

### 출연자 및 패널
- 이훈
- 차오루

## 방송 네트워크 가맹국
| 방송 권역        | 방송사                         |
| ---------------- | ------------------------------ |
| 수도권           | SBS (키 스테이션)              |
| 부산/경남권      | Korea New Network 부산경남방송 |
| 울산권           | ubc 울산방송                   |
| 대구/경북권      | Taegu Broadcasting Corporation |
| 대전/충남/세종권 | TJB 대전방송                   |
| 충북권           | CJB 청주방송                   |
| 전북권           | JTV 전주방송                   |
| 광주/전남권      | kbc 광주방송                   |
| 강원권           | Gangwon No. 1 Broadcasting     |
| 제주권           | JIBS 제주국제자유도시방송      |

## 결방 사유 및 편성 변경

### 2017년
- 10월 6일 : 추석 특선 영화 터널 편성
- 12월 1일 : 2018년 FIFA 월드컵 본선 조추첨식 중계방송으로 인해 결방